# Гаштак

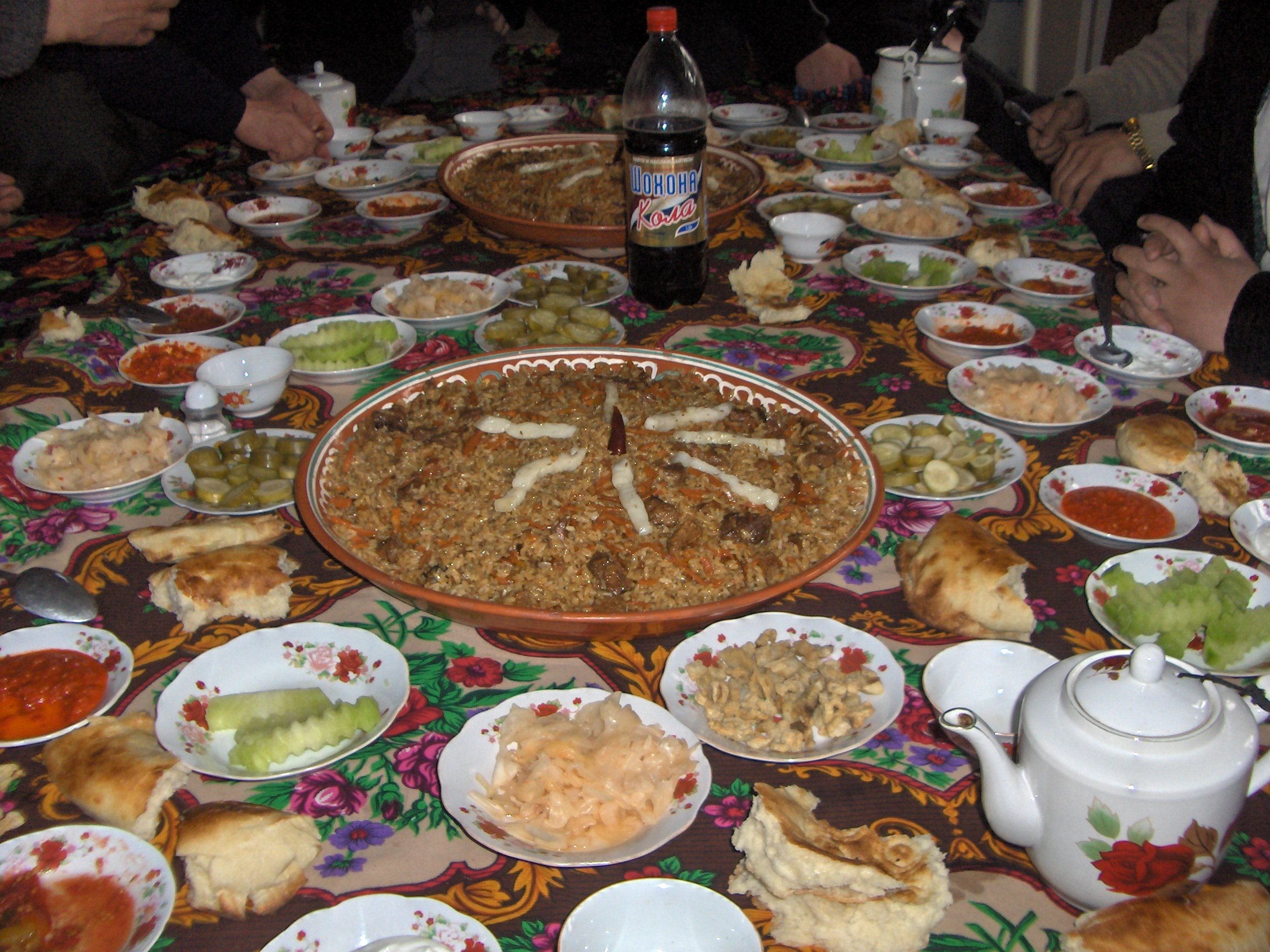
Один из вариантов стола на гаштаке

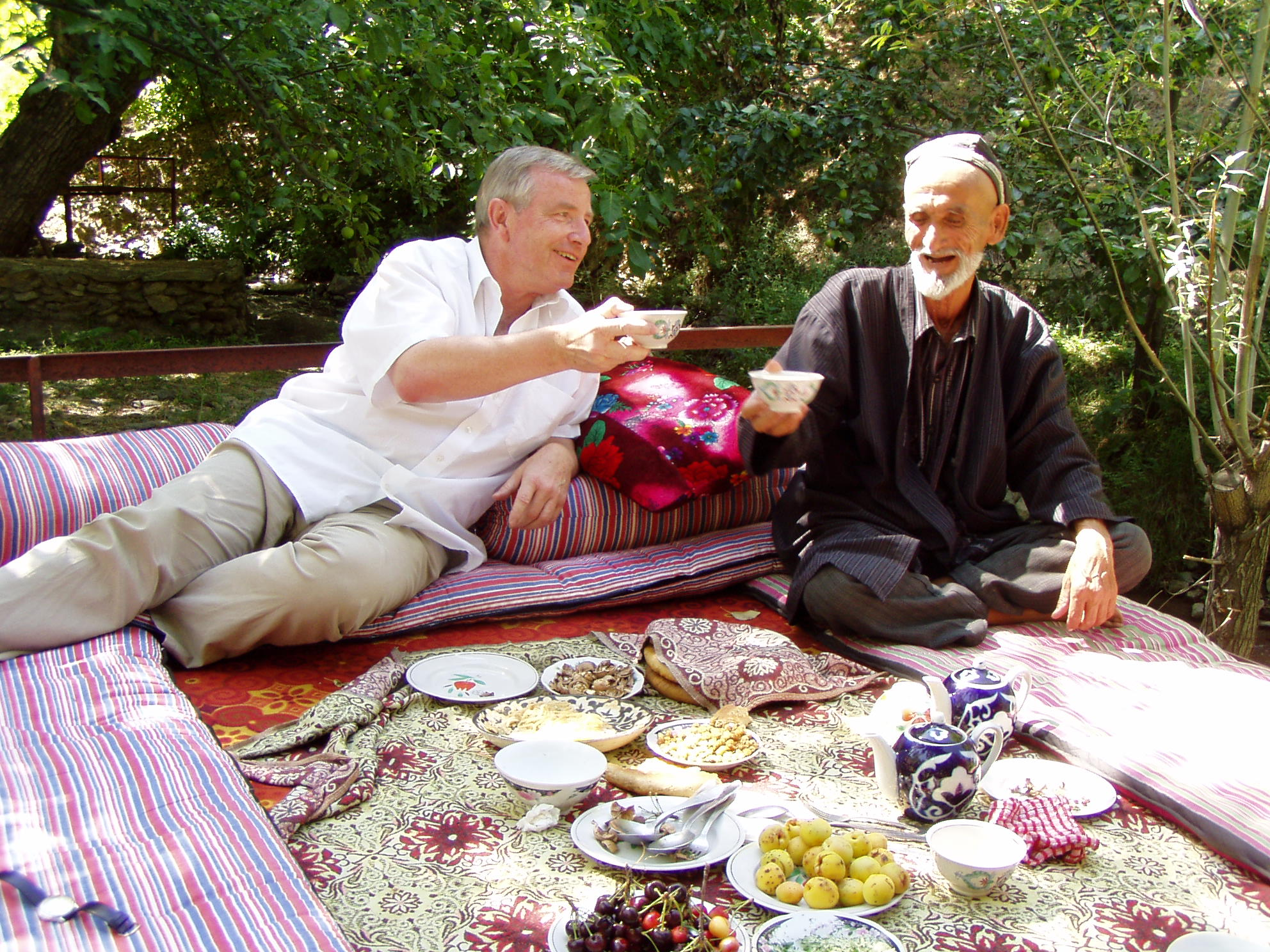
Мужчины на гаштаке

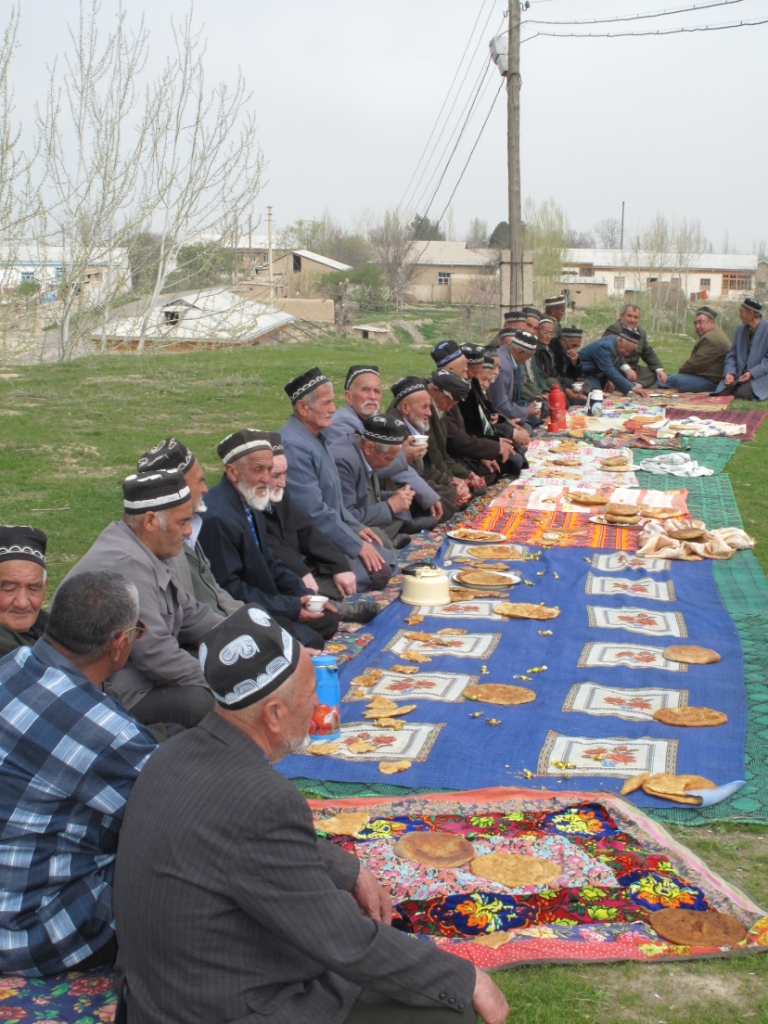
Праздничный гаштак в Таджикистане в честь праздника Навруз

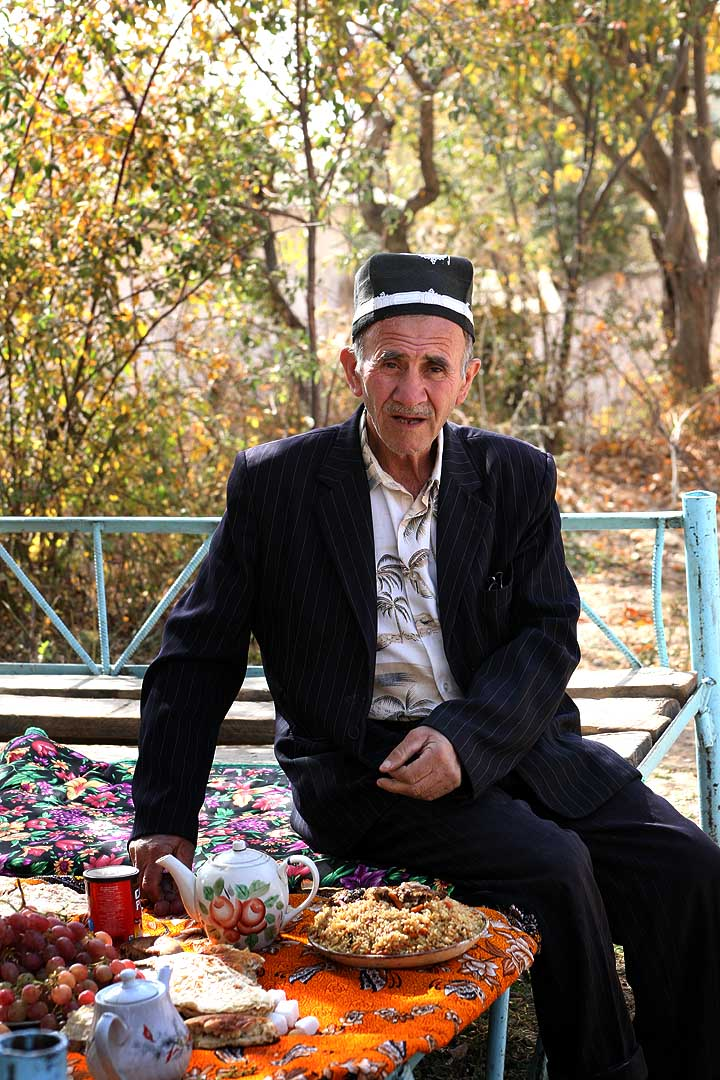

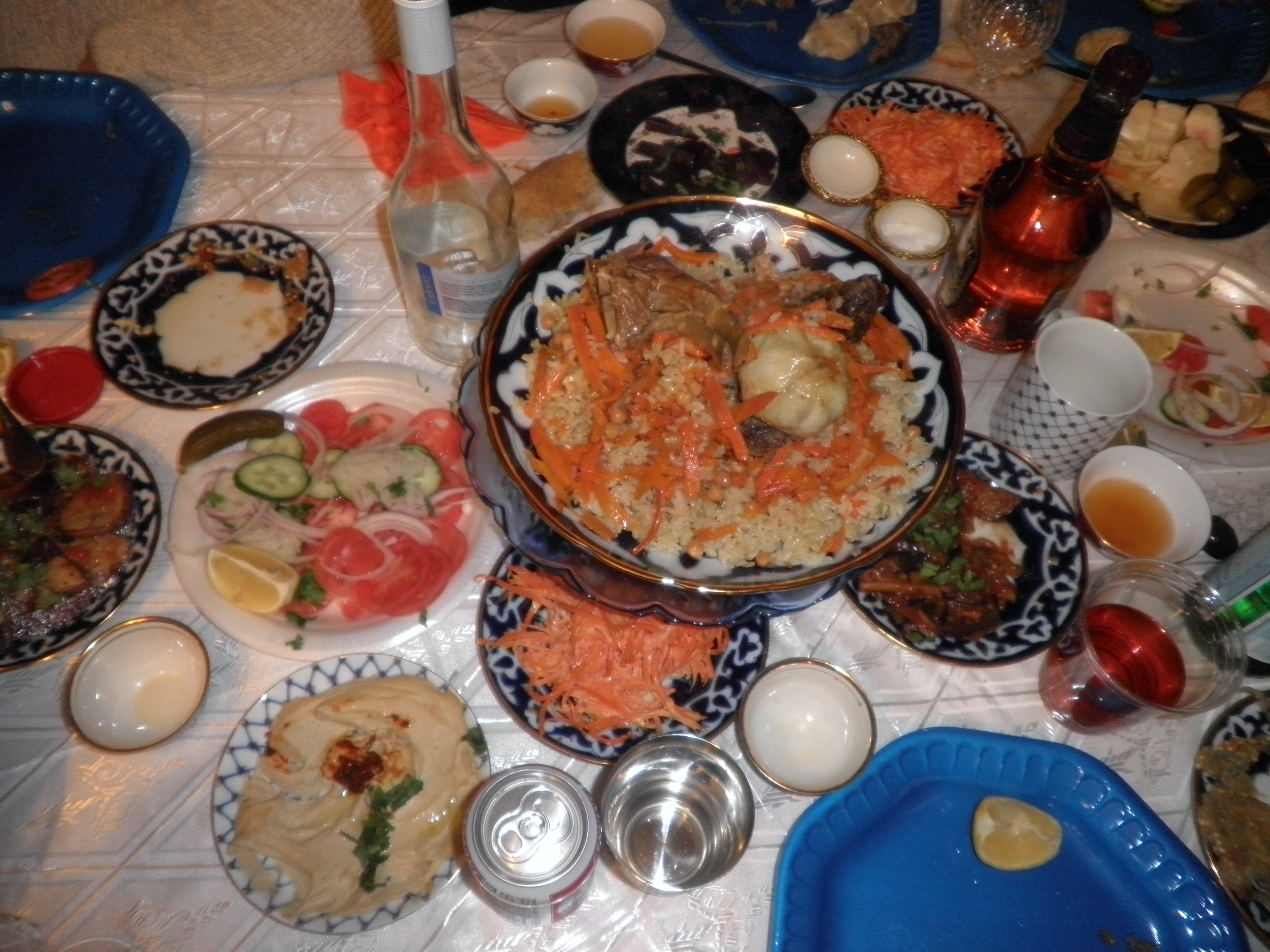
Гаштак с алкоголем

Гашта́к (узб. Gashtak; тадж. Гаштак), также известен под названиями Гап (узб. Gap; тадж. Гап), Гапхурли́к/Гапхури́ (узб. Gapxoʻrlik; тадж. Гапхӯрӣ), Утири́ш (узб. Oʻtirish) — один из старейших видов совместного времяпровождения у узбеков и таджиков в Узбекистане и Таджикистане, а также в южном Казахстане, в южном и западном Кыргызстане, в северном и восточном Туркменистане, а также в северном Афганистане, где живут большие узбекские и таджикские диаспоры. Также гапы или гаштаки распространены в России среди этих же народов.
Название данного мероприятия различное в зависимости от каждого региона. Варианты гаштак и гап распространены повсеместно в Узбекистане и Таджикистане, вариант гапхурлик (с узбекского языка буквально переводится как Есть (поедать) общение/слова), в некоторых регионах Узбекистана, гупхури (с таджикского также переводится как Кушать общение/слова) соответственно в некоторых регионах Таджикистана, а вариант утириш (переводится с узбекского как Посиделка) лишь среди узбеков.
Под этими терминами обычно понимается совместное собрание и времяпровождение как мужчин, так и женщин, но отдельно друг от друга. Люди обычно собираются у кого то дома, или в чайхане, кафе или ресторане, или на природе (в горах, на берегу рек или озёр), вокруг стола с различными кушаньями. 
Как правило, все участники гаштака или гапа скидываются на определенную сумму, в зависимости от количества и цены еды на столе, и цены на арендуемое помещение или заведение. 
Гаштаки или гапы обычно проходят в дружественной обстановке, тема общения может быть совершенно разной, начиная от бытовых вещей, заканчивая политикой. Нередки в этих посиделках споры, анекдоты. Также в последнее время мужчины собираются в гаштаки или гапы для совместного просмотра по телевизору футбольных матчей или поединков по боксу или по другим видам спорта. На гаштаках обычно подается хотя бы одно основное блюдо, как правило плов, дополнительно могут подаваться шашлыки, курица или рыба. Кроме того, подаются различные кушанья, такие как самса, шурпа, чучвара, манты, фрукты, сладости и т.п. Нередки в последние годы присутствие на столе алкоголя (вино, водка, коньяк или виски). Причем, нередко алкогольные напитки подаются на стол в чайниках для чая. 
В древности и в старые годы, мужчины обычно собирались в чайхане или у кого то дома, в ходе посиделок рассказывали анекдоты и легенды, читали стихи, играли на музыкальных инструментах, пели народные песни, обменивались новостями. На столе было минимум кушаний, обычно только плов или другое основное блюдо, лепёшки и чай, иногда фрукты, а также чили́м (среднеазиатский вариант кальяна). Алкоголь не присутствовал.
Гаштаки могут проводиться обычно без поводов, но существуют также праздничные гаштаки, например в честь праздника Навруз, или в честь исламских праздников Курбан-байрам и Ураза-байрам, в предсвадебное или послесвадебное время, в канун или во время дней рождения и т.п.
Женщины обычно собираются в гаштаки у кого то дома, но в последние годы также популярны рестораны или кафе. В чайханах женщины обычно никогда не собираются, так как в Средней Азии чайхана является исключительно мужским заведением. Как и мужчины, женщины также скидываются для гаштака, причём у женщин особая «технология». Обычно, все передают деньги для очередного гаштака определенной женщине, очередь которой дошла в этот раз для организации этого мероприятия. Женщина на свое усмотрение заказывает места в ресторане (если не собираются дома), выбирает виды подаваемых кушаний. Обычно, круг постоянных участниц гаштаков формируется в ходе гаштаков, и этот круг может как увеличиваться, так и уменьшаться. Женщины собираются для гаштаков обычно каждый месяц, иногда раз в несколько месяцев, а иногда даже несколько раз в месяц. 
Гаштаки был популярны лишь у старшего поколения (60-80 лет), и поколения со средним возрастом (30-50 лет), но в последние годы гаштаки набирают популярность и у молодёжи, как один из видов развлечения. Правда в других вариантах, как например совместный поход в центр фаст-фуда, в кальянную, или в ночной клуб, или поход на природу.